# Coptopteryx ermannoi
Coptopteryx ermannoi är en bönsyrseart som beskrevs av Jantsch och Corseuil 1988. Coptopteryx ermannoi ingår i släktet Coptopteryx och familjen Mantidae. Inga underarter finns listade i Catalogue of Life.